# Ернсгаден
Ернсгаден (нім. Ernsgaden) — громада в Німеччині, розташована в землі Баварія. Підпорядковується адміністративному округу Верхня Баварія. Входить до складу району Пфаффенгофен. Складова частина об'єднання громад Гайзенфельд.
Площа — 7,41 км2. Населення становить 1716 ос. (станом на 31 грудня 2020).